# Греко-зимбабвийские отношения
Греко-зимбабвийские отношения — двусторонние отношения между Грецией и Зимбабве. У Греции есть посольство в Хараре. Из-за экономической ситуации Зимбабве не имеет ни посольства, ни почётного консульства в Греции.

## История
Численность греческой общины в Зимбабве достигла пика 15 тысяч человек в 1972 году. С тех пор численность населения сократилась примерно до 1100 греков или лиц греческого происхождения из-за нестабильности в Зимбабве.
В Хараре есть три школы греческого языка, принадлежащие греческой общине, первая действует с 1954 года. Есть греческая средняя школа, греческая начальная школа и греческий детский сад.
В 1982 году Греция согласилась предоставить Зимбабве экономическую, туристическую и торговую помощь.
Начиная с 2002 года на отношения между Грецией и Зимбабве влияют санкции, введённые Европейским союзом. Санкции включают запрет на «выдачу виз государственным чиновникам, замораживание их активов в ЕС и запрет на продажу оружия». Последние официальные визиты министров состоялись в 1998 году.
Святая архиепископия Зимбабве и Южной Африки находится под юрисдикцией Александрийского патриархата. Патриарх Александрийский Феодор II был назначен в декабре 2004 года для служения Святой архиепископии в Зимбабве. В 2007 году Роберт Мугабе встретился с Теодором.
В 2008 году посол Греции в Зимбабве Михаил Кукакис рассказал о двух новых проектах помощи народу Зимбабве, продовольственной программе стоимостью 70 000 долларов США и 75 000 долларов США для больницы Чивху в Хараре.